# Mennonitenkirche Norden

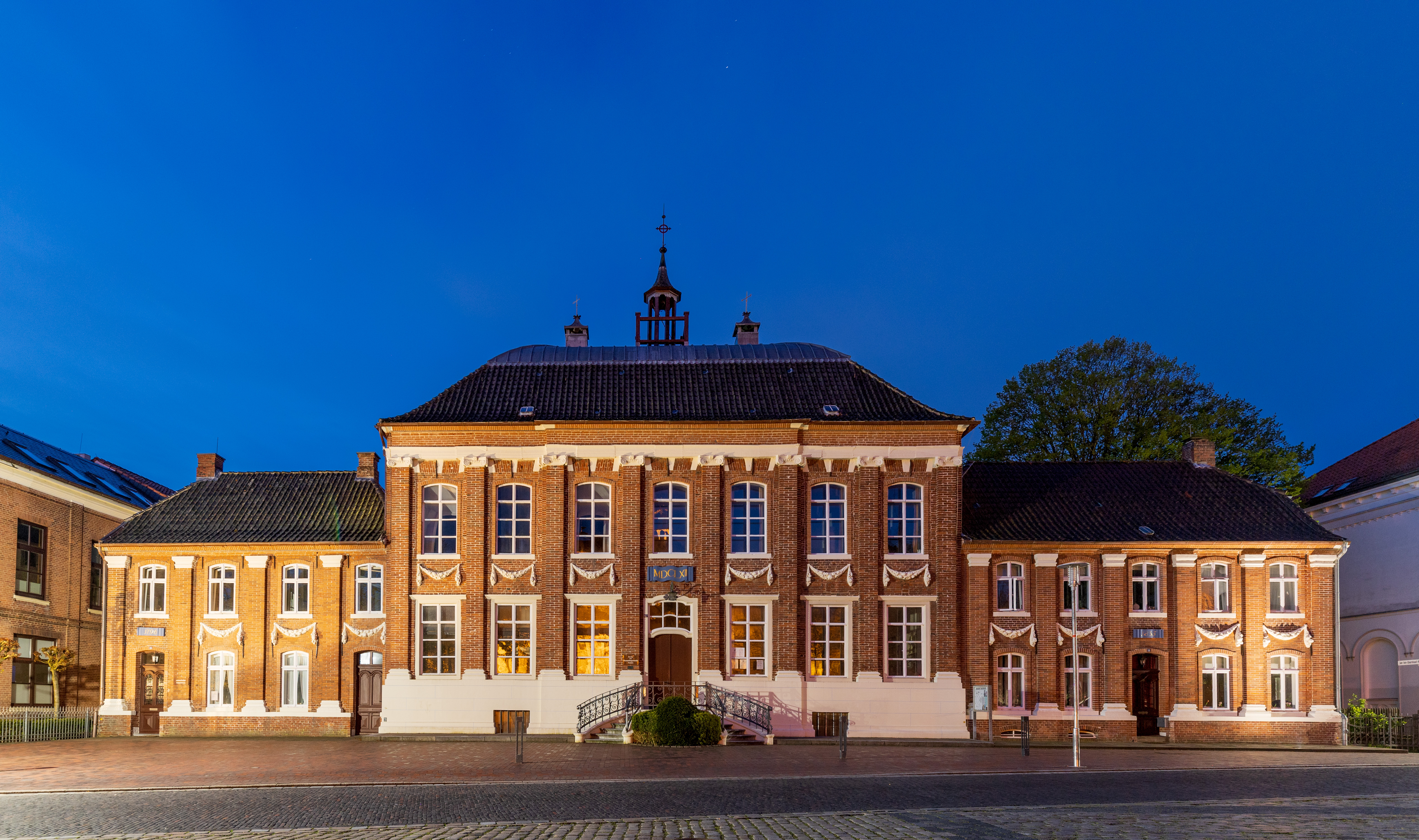
Mennonitenkirche

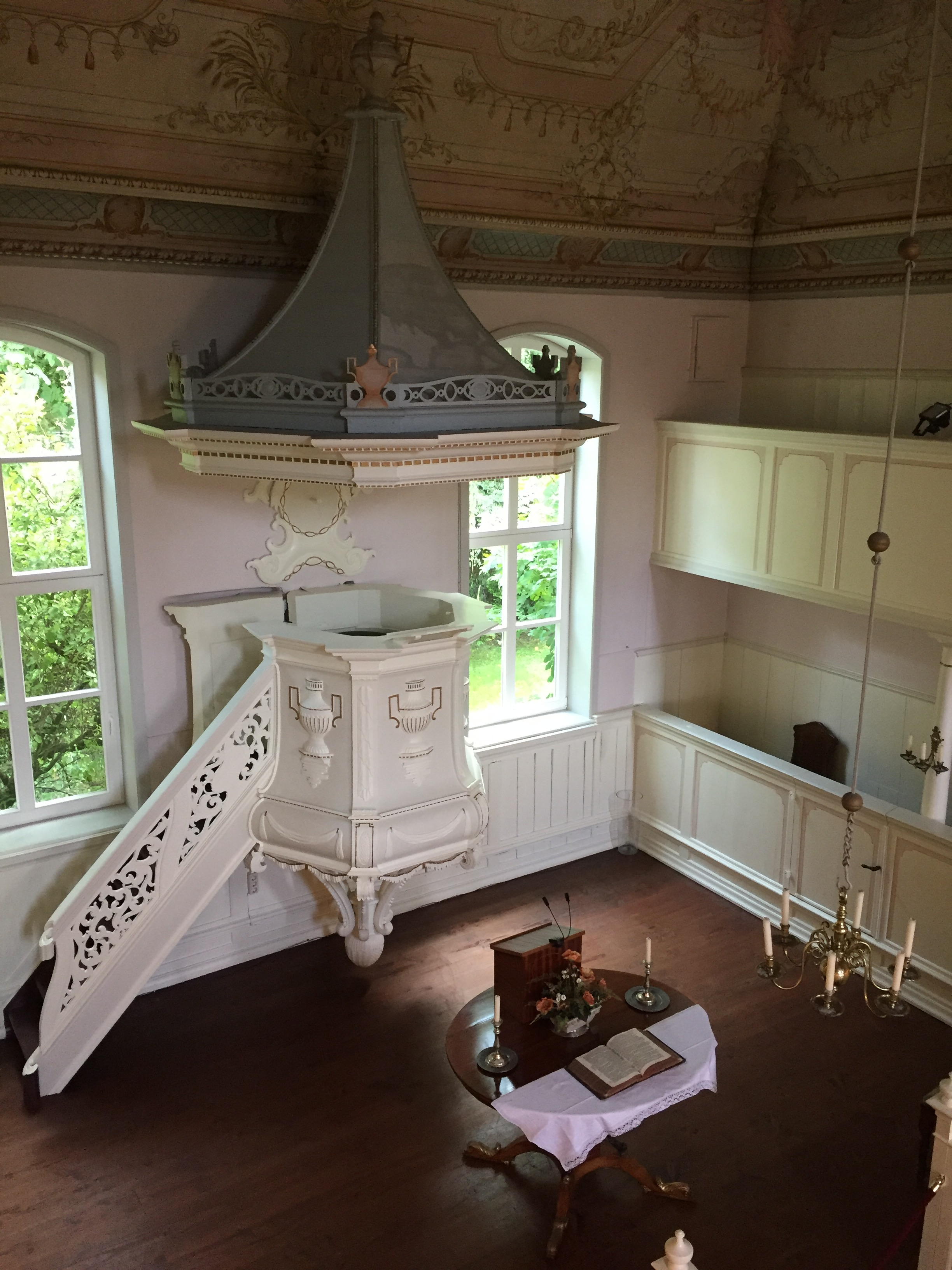
Innenansicht

Die Mennonitenkirche in der ostfriesischen Stadt Norden steht unter Denkmalschutz und befindet sich an der Südseite des weitläufigen Norder Marktplatzes – direkt neben dem Norder Rathaus und gegenüber der evangelisch-lutherischen Ludgeri-Kirche. Die Mennonitenkirche gilt „als Ortsbild prägendes Einzeldenkmal“.

## Baubeschreibung

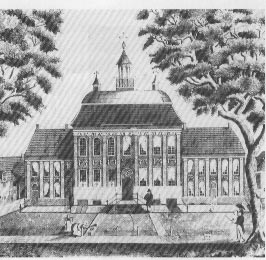
Mennonitenkirche Norden – Historischer Stich

Bei dem Hauptgebäude der Norder Mennonitenkirche handelt es sich um ein ehemaliges Patrizierhaus, das 1662 erbaut und in alten Quellen als das Kettler’sche Haus bezeichnet wurde. Das Gebäude kam 1795 an die Mennonitengemeinde, die es – in Ermangelung eigener Körperschaftsrechte – über den aus Neustadtgödens gebürtigen Norder Kaufmann Doede Lübberts Cremer erwarb. Im Innern des Hauses wurden anschließend umfangreiche Umbauarbeiten durchgeführt. Im linken Teil des Gebäudes entfernte man die Zwischendecke, sodass ein zweistöckiger Kirchsaal mit Emporen für rund 170 Personen entstehen konnte.
Die Innenarchitektur ist übrigens einzigartig unter den deutschen Mennonitenkirchen vom Rokoko geprägt. Einen besonderen Blickfang bildet – abgesehen von Kanzel und Abendmahlstisch – der Deckenschmuck, ein Schablonengemälde aus dem Jahr 1900.
Die marktseitige Fassade zieren so genannte Fruchtgehänge. Die Gebäude rechts und links des Haupthauses wurden erst später erworben und in der Fassadengestaltung dem Hauptgebäude angepasst. Auf dem Dach des Haupthauses befindet sich ein kleiner Kirchturm, der jedoch kein Geläut besitzt.
Zwei bislang privat genutzte Wohnungen innerhalb der Mennonitenkirche wurden 2009 in Gruppenräume umgewandelt und Ende August desselben Jahres ihrer Bestimmung gegeben.

## Orgel

### Rohlfs-Orgel

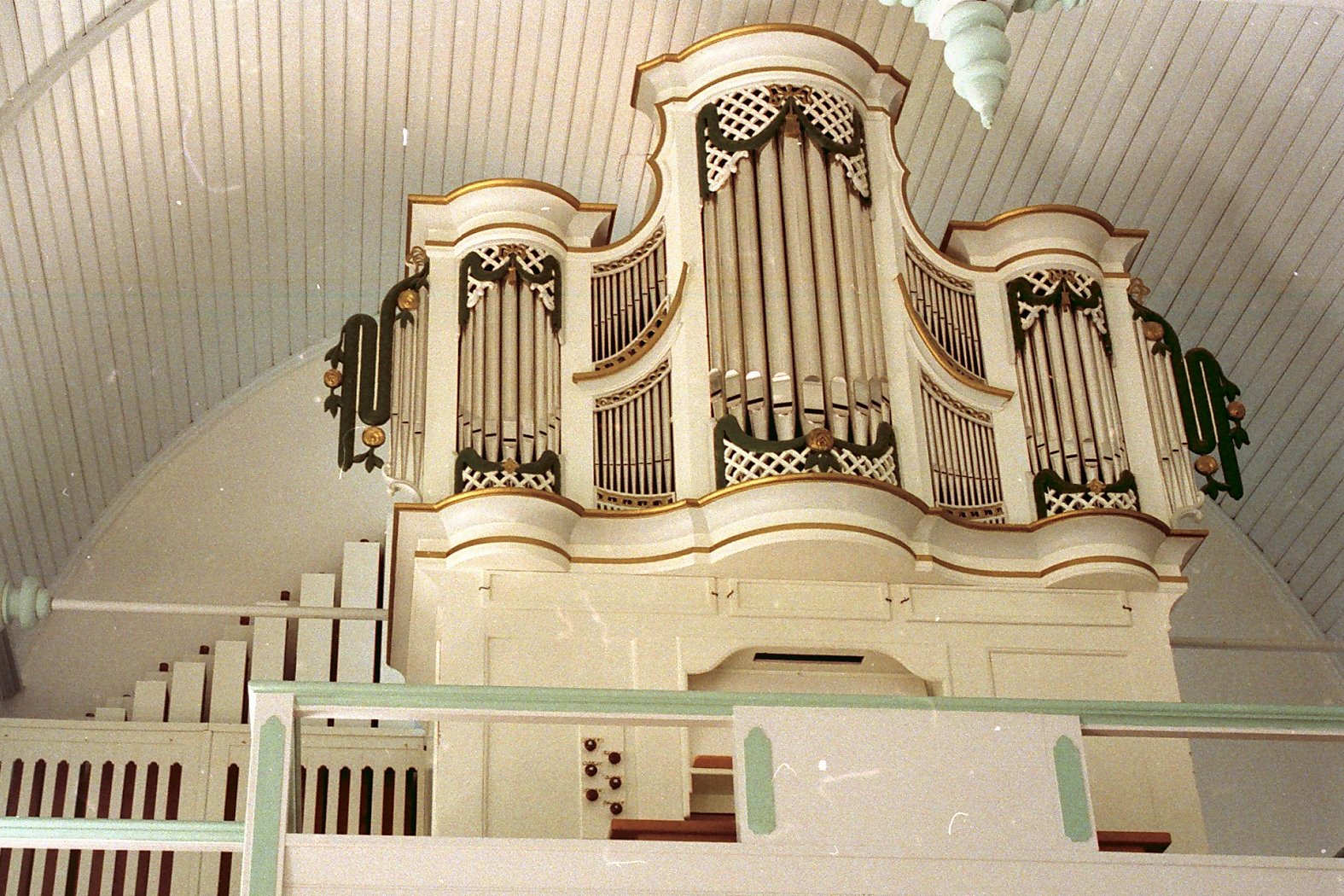
Die Rohlfs-Orgel in der Norder Christuskirche

Während des Umbaus zur Kirche entstand der Wunsch, in der Kirche eine Orgel haben zu wollen. Von 87 unverheirateten Personen wurde hierfür eine Kollekte zusammengelegt. Daraufhin konnte vom Orgelbauer Johann Gottfried Rohlfs aus Esens eine neue Orgel erworben werden. Ihr Preis betrug 400 Reichstaler. Diese wurde offensichtlich noch vor Fertigstellung der Kirche eingeweiht.
1890 erfolgte eine Erweiterung, bevor sie 1900 an die örtliche Baptistengemeinde verkauft wurde und auf der Empore deren Christuskirche ihren Platz fand.

### Link-Orgel

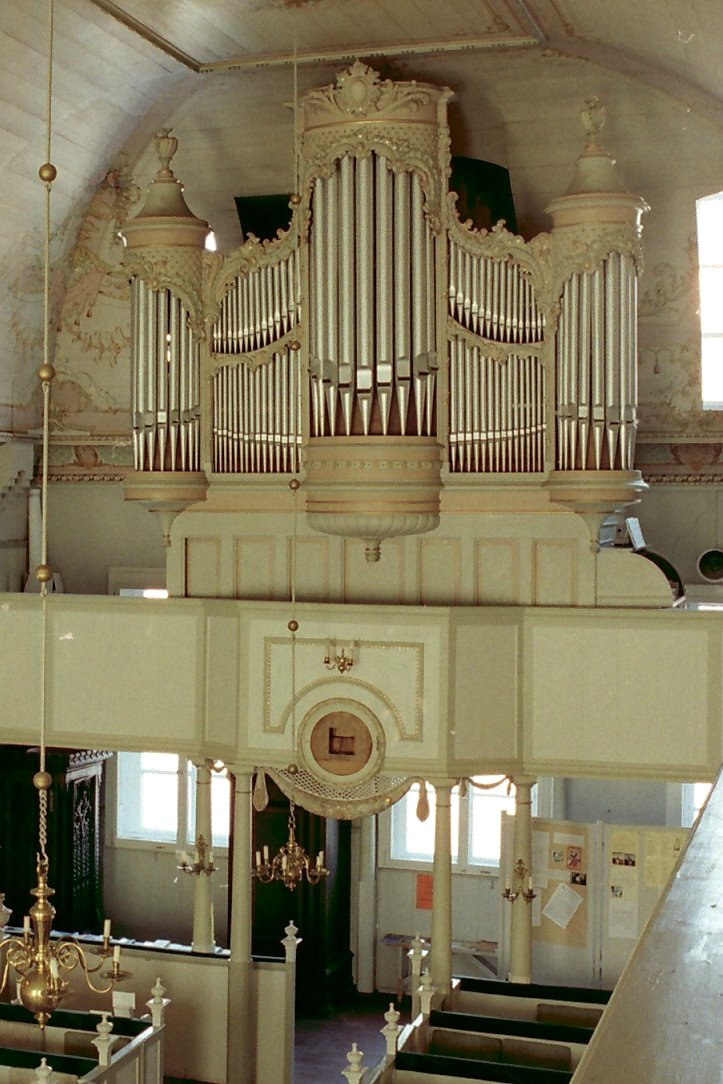
Link-Orgel von 1900

Die Orgel wurde  im Jahre 1900 von den Gebrüdern Link erbaut. Das Schleifladen-Instrument hat 12 Register auf zwei Manualwerken und Pedal. Die Trakturen sind pneumatisch.
| I Hauptwerk C–g3 |              |    |
| 1.               | Principal    | 8′ |
| 2.               | Gamba        | 8′ |
| 3.               | Gedeckt      | 8′ |
| 4.               | Oktav        | 4′ |
| 5.               | Traversflöte | 4′ |
| 6.               | Oktav        | 2′ |

| II Brustwerk C–g3 |             |    |
| 7.                | Gemshorn    | 8′ |
| 8.                | Flöte       | 8′ |
| 9.                | Aeoline     | 8′ |
| 10.               | Vox celeste | 8′ |

| Pedal C–f1 |         |     |
| 11.        | Subbass | 16′ |
| 12.        | Violon  | 8′  |

- Koppeln: II/I (Normalkoppel und Suboktavkoppel), I/P, II/P.
- Spielhilfen: feste Kombinationen (p, f, tutti)

## Mennonitengemeinde Norden
Die freikirchliche Mennonitengemeinde in Norden wurzelt in der nordwestdeutschen Täuferbewegung, deren Zentrum für lange Zeit die Stadt Emden war. Ein konkretes Gründungsdatum ist nicht bekannt. Es fand jedoch im Jahr 1556 ein Religionsgespräch zwischen dem Pastor der reformierten Gemeinde und Norder Mennoniten statt.
Bereits vor dem Bau der Kirche besaß die Gemeinde ein eigenes Bethaus (Vermaning). Im 18. Jahrhundert spaltete sich die Gemeinde in eine flämische und waterländische Gemeinde. Im April 1780 kam es schließlich zur Wiedervereinigung beider Norder Gemeinden. Bereits zuvor hatte sich die Mennonitengemeinde in der Krummhörn der flämischen Gemeinde angeschlossen.
Heute besteht die Gemeinde aus etwa 42 Mitgliedern (Stand 2021). Mit den Gemeinden Emden, Leer-Oldenburg und Gronau bildet sie einen Zweckverband, die Konferenz der nordwestdeutschen Mennonitengemeinden, die für die Finanzierung des gemeinsamen Pastors Sorge trägt. Daneben hat sich inzwischen eine Mennonitische Brüdergemeinde gebildet, die die Kirche ebenfalls nutzt. Gottesdienste finden an jedem Sonntag statt, einige davon – speziell für russlanddeutsche Gemeindemitglieder – in russischer Sprache.
Die Mennonitengemeinde arbeitet intensiv im ökumenischen Arbeitskreis der ostfriesischen Stadt mit und bezeichnet sich selbst, was ihre theologische Position angeht, als eine liberale Mennonitengemeinde.